# Carmen Díaz Guisasola
Carmen Díaz Guisasola (Castro Urdiales, 1905 - Madrid, 30 de setembre de 1992) fou una dona basca, primera esposa de Ramón Franco Bahamonde. La narració dels anys viscuts amb el seu primer marit li van valer el 1981 el Premi Espejo de España.
Nascuda a Castro Urdiales en 1905, era filla de Pedro Díaz Larrauri, nascut a Portugalete i enginyer de Renault, i de Felisa Guisasola Gil de Sestao. Estudià al Col·legi del Sagrat Cor del carrer Saint Dominique de París, on aleshores era destinat el seu pare. Conegué Ramón Franco Bahamonde, amb qui es va casar a Hendaia el 22 de juliol de 1924. Després es traslladà amb el seu marit a Barakaldo, on es van distanciar degut a les idees polítiques del seu marit i les contínues infidelitats. Després de la proclamació de la Segona República Espanyola i la llei del divorci es va divorciar del seu marit. Es casà novament amb l'inspector de duanes Luis Méndez de Parada. No va tenir fills amb cap dels dos matrimonis. Durant la guerra civil espanyola va viure a Cadis i després a Sevilla.
En 1980 va prestar el seu testimoni a José Antonio Silva do Porto per escriure Mi vida con Ramón Franco, amb la que va guanyar el Premi Espejo de España de 1981.